# Квашнин-Самарин, Николай Николаевич
Николай Николаевич Квашнин-Самарин (1883—1920) — полковник лейб-гвардии Преображенского полка, герой Первой мировой войны.

## Биография
Из потомственных дворян Рязанской губернии. Сын генерал-майора Николая Петровича Квашнина-Самарина и жены его Зинаиды Ивановны Затолокиной.
В 1905 году окончил Павловское военное училище, откуда выпущен был подпоручиком в лейб-гвардии Преображенский полк. Произведен в поручики 6 декабря 1909 года, в штабс-капитаны — 14 апреля 1913 года.
В Первую мировую войну вступил в должности командующего 11-й ротой Преображенского полка. Пожалован Георгиевским оружием
За то, что в бою 3 сентября 1916 года у леса «Сапог» западнее д. Бубнова, командуя, в чине капитана, 3-м батальоном названного полка, заметив отход рот своего батальона, потерявших свой офицерский и командный состав ранеными и убитыми, под натиском превосходных сил противника, под сильным и губительным его огнем, подавая пример неустрашимости, увлек людей своего батальона вновь в атаку, занял снова первую и вторую линию окопов противника, чем и обеспечил успех всего боя.
Произведен в капитаны 7 июля 1916 года, в полковники — 25 ноября того же года. В 1917 году был награждён Георгиевским крестом 4-й степени с лавровой веткой
За то, что в бою 7 июля 1917 года у д. Мшаны лично повел свой батальон в атаку, захватил высоту у мест. Яуковце. Находясь все время в передовой цепи, примером личного мужества и неустрашимости как во время атаки, так и при отходе, поддерживал дух и спокойствие своих подчиненных и появлялся в наиболее горячих местах боя, где потери были наиболее велики, своим присутствием усиливал напряженность атаки или несокрушимость обороны.
В Гражданскую войну участвовал в Белом движении в составе Добровольческой армии и ВСЮР. С 10 февраля 1919 года был назначен командиром 1-го батальона Сводно-Гвардейского полка. Убит 6 апреля 1920 года, по другим данным — умер от тифа.

## Награды
- Орден Святого Станислава 3-й ст. (ВП 6.12.1913)
- Орден Святой Анны 3-й ст. с мечами и бантом (ВП 28.10.1914)
- Орден Святого Станислава 2-й ст. с мечами (ВП 12.02.1915)
- Орден Святой Анны 2-й ст. с мечами (ВП 9.04.1915)
- Орден Святой Анны 4-й ст. с надписью «за храбрость» (ВП 7.05.1915)
- Орден Святого Владимира 4-й ст. с мечами и бантом (ВП 18.05.1915)
- Высочайшее благоволение «за отличия в делах против неприятеля» (ВП 21.11.1916)
- Георгиевское оружие (ПАФ 3.05.1917)
- Георгиевский крест 4-й степени с лавровой веткой (№ 1216557)
- старшинство в чине полковника с 19 июля 1916 года (ПАФ 4.03.1917)